# جواو بيدرو (لاعب كرة قدم برازيلي)
جواو بيدرو (بالبرتغالية: João Pedro Maturano dos Santos‏) هو لاعب كرة قدم برازيلي في مركز الدفاع، ولد في 15 نوفمبر 1996 في بريزيدينت برودينت في البرازيل. شارك مع منتخب البرازيل تحت 20 سنة لكرة القدم. أما مع النوادي، فقد لعب مع نادي بالميراس.

## وصلات خارجية
- جواو بيدرو (لاعب كرة قدم برازيلي) على موقع الاتحاد الدولي (مؤرشف)  (الإنجليزية)
- جواو بيدرو (لاعب كرة قدم برازيلي) على موقع قاعدة بيانات كرة القدم.إي يو (الإنجليزية)
- جواو بيدرو (لاعب كرة قدم برازيلي) على موقع Soccerway.com (الإنجليزية)